# Jordi Bascompte i Sacrest
Jordi Bascompte i Sacrest (Olot, Garrotxa, 20 de maig de 1967) és un biòleg i ecòleg català.
Es doctorà en biologia a la Universitat de Barcelona en 1994. Fins 1995 va treballar com a professor ajudant al Departament d'Ecologia a la Universitat de Barcelona. El 1996-1997 fou investigador de postgrau al Departament d'Ecologia i Biologia Evolutiva a la Universitat de Califòrnia a Irvine, el 1998-1999 al Departament d'Anàlisi Ecològica de la Universitat de Califòrnia a Santa Barbara. Des de 2000 és vinculat al CSIC com a professor de l'Estació Biològica de Doñana Des de 2015 és catedràtic de biologia evolutiva a la Universitat de Zúric.
Entre les seves distincions es troben el Premi Europeu Jove Investigador (EURYI) (2004), el Premi George Mercer de l'Associació Ecològica Americana (2007), el Premi Nacional d'Investigació Alejandro Malaspina (2011) i el Premi Marsh Book de l'Any de la Societat Ecològica Britànica (2016). Ha estudiat les lleis generals que determinen la forma com la interacció d'espècies condiciona la biodiversitat mitjançant la teoria de xarxes.

## Obres
- Evolució i complexitat amb Bartolomé Luque Serrano, Bromera: Alzira. ISBN 978-84-9824-885-2